# Rivière Cap-Chat
Rivière Cap-Chat är ett vattendrag i Kanada.   Det ligger i provinsen Québec, i den östra delen av landet, 800 km nordost om huvudstaden Ottawa.
I omgivningarna runt Rivière Cap-Chat växer i huvudsak blandskog. Runt Rivière Cap-Chat är det glesbefolkat, med 18 invånare per kvadratkilometer.